# علي سامي النشار
علي سامي النشار (1917‒1980) أحد كبار المفكرين الإسلاميين في القرن العشرين، وكان عالمًا كبيرًا شافعي المذهب برع في علم الكلام، والفلسفة، والمنطق، حتى لقّبه البعض بـ«رئيس الأشاعرة في العصر الحديث».

## مولده ونشأته
ولد في 26 ربيع الأول 1335هـ الموافق 19 يناير عام 1917م بمدينة القاهرة ثم انتقلت الأسرة إلى موطنها بدمياط. وحصل على الشهادة الابتدائية بمدرسة دمياط الابتدائية. وحصل على شهادة الثانوية العامة (البكالوريا) من مدرسة القبة الثانوية في يونية 1935م.

## أساتذته
تتلمذ في كلية الآداب جامعة القاهرة على كبار أساتذة الفلسفة والمستشرقين مثل: لالاند، وكورايه. ولكن أحبهم إلى نفسه والذي توطدت الصلة به كان الشيخ مصطفى عبد الرازق الذي كتب في تصديره لكتاب «صون المنطق والكلام عن فني المنطق والكلام»: «علي سامي النشار تلميذي وصديقي وأقرب الناس إليَّ.»

## تلاميذه
انتدب الدكتور النشار إلى كلية الآداب والعلوم بالعراق، عام 1955، ودرّس هناك مدة أربع سنوات، وكثير من أساتذة الفلسفة في العراق هم من تلاميذه، وعاد النشار من العراق، إلى جامعة الإسكندرية عام 1959، وظلّ فيها حتّى عام 1971، وكان عقد الستينيات مثمرًا؛ إذ ما لبث، حتّى كون مدرسة فكريّة من طلابه في الإسكندرية، وكان يعقد حلقة علميّة يتدارس مع تلاميذه موضوعات اهتماماتهم في الدراسات العليا، وينضج أبحاثهم، وأبحاثه في مشروعه «نشأة الفكر الفلسفي في الإسلام»، ثمّ عُين كأستاذ في جامعة محمد الخامس في الرباط عام 1973 وظلّ فيها حتى وفاته، وكان له في المغرب تلاميذ نجباء كذلك. ويعد كثير من أساتذة الفلسفة الإسلامية بالجامعات المصرية والعربية من تلاميذه. ومن أهم تلاميذه:
1. السيد محمد حسن الدخاخني: تلميذه في جامعة الإسكندرية، وقد ساعده في تصحيح أصول «نشأة الفكر الفلسفي في الإسلام» الجزء الأول، وأشرف على طباعته الطبعة الرابعة في عام 1966.
2. عمار جمعي الطالبي: تلميذه في جامعة الإسكندرية، جزائري، صحبه في الإسكندرية عامين، وصفه النشار بأنّه عالم الجزائر الشاب، وأنّ تلمذته له كانت على جانب كبير من الفائدة للبحث العلمي في حلقته العلمية بالإسكندرية، ولقد أشار النشار في هوامش الجزء الأول، إلى أهميّة النصوص التي قدمها له. وقد كتب بحثه في الماجستير في موضوع: «آراء الخوارج الكلاميّة وتحقيق كتاب الموجز لأبي عمّار الكافي الإباضي»، وأقام آراء الخوارج في نسق فلسفي رائع، وقد حقق النشّار مع تلميذه كتاب «عقائد السلف» للأئمة: أحمد بن حنبل، والبخاري وابن قتيبة، وعثمان الدارمي.
3. عبده الراجحي: تتلمذ للنشار في الإسكندرية، وقد درس شخصية «عبد الله بن مسعود» في إطار التصوف، وأعان النشار في تصحيح الجزء الثاني من «نشأة الفكر الفلسفي في الإسلام» في 1964. وقدّم للطبعة الثالثة من «مناهج البحث عند مفكري الإسلام» بعد وفاة النشار.
4. ناجي عباس التكريتي: أشرف عليه النشار في بحثه عن «المذاهب الأفلاطونية الأخلاقية في العالم الإسلامي» وقد وصل فيه إلى نتائج مهمة.
5. عبد الفتاح فؤاد: أشرف عليه النشار في بحثه «الرواقية وأثرها في الفكر الإسلامي».
6. جلال محمد موسى: أشرف عليه النشار في جامعة الإسكندرية في بحثه للماجستير «نشأة الأشعرية وتطورها» عام 1965.
7. فوقية حسين محمود: حققت الإبانة عن أصول الديانة للأشعري، وكتبت أبحاثًا عن إمام الحرمين أبو المعالي الجويني.
8. فتح الله خليف: اهتم بالماتريدية وفخر الدين الرازي.
9. عبد المجيد الصغير: تلميذه بالمغرب، وقد طبق المنهج الفينومينولوجي في بحثه: «الدرقاوية في شمال المغرب وغروب الفكر الصوفي» تحت إشراف النشار.
10. عبد القادر محمود: كتب أبحاثًا عن الإمامية وتاريخ التصوف.
11. سعاد علي عبد الرازق: كانت من تلاميذه ومعيدة بجامعة الإسكندرية.
12. أحمد محمود صبحي: كتب أبحاثًا في علم الكلام وعلم الأخلاق عند المسلمين.
13. سهير محمد مختار: كتبت بحثها للماجستير تحت إشراف النشار في موضوع «الكرامية وفلسفتهم» وهو عرض رائع لأصول الكرامية، استند على مخطوطات كثيرة.

## حياته العلمية
1. التحق بكلية الآداب جامعة القاهرة في عام 1935م.
2. اشترك في مظاهرات الطلبة عام 1936م، وتعاون في نقل زميله الشهيد عبد الحكيم الجراحي (انظر: حادثة كوبري عباس) إلى مستشفى قصر العيني، وقد ذكر ذلك زعيم حزب العمل الأستاذ إبراهيم شكري في تصريح له بجريدة الأخبار عام 1976م، وقد كان وزيرًا للزراعة آنذاك.
3. تخرج في كلية الآداب قسم الفلسفة عام 1939م وكان أول دفعته.
4. حصل على درجة الماجستير عام 1942م تحت إشراف الشيخ مصطفى عبد الرازق وكان موضوع رسالتـه: «مناهج البحث عند مفكري الإسلام ونقد المسلمين للمنطق الأرسططاليسي»، وقد نبه هذا الكتاب الباحثين مستشرقين وعربًا إلى وجود منظور إسلامي مستقل عن منطق أرسطو وذلك في علم أصول الفقه. وبالرغم مما كتب في هذا الموضوع من بعده واستفادة الباحثين العرب من رسالته، فإن الكتاب بعد أكثر من أربعين عامًا لم يستنفد أغراضه.
5. عُيِّن مدرسًا مساعدًا بكلية الآداب جامعة الإسكندرية عام 1943م. أوفدته الجامعة في بعثة علمية إلى جامعة كامبريدج عام 1948م حيث حصل بعد ثلاث سنوات على درجة الدكتوراه في الفلسفة تحت إشراف المستشرق البريطاني «آرثر آربري» وكان موضوع رسالته: «أبو الحسن الششتري: المتصوف الأندلسي»، وقد نشر ديوان شعره.
6. عُيِّن بعد عودته من البعثة مديرًا لمعهد الدراسات الإسلامية في مدريد عام 1952م حيث عمل على إحياء التراث الأندلسي وأصدر مجلة للمعهد.
7. عُيِّن مستشارًا لمجلس قيادة الثورة عام 1953م.
8. عاد إلى كلية الآداب بجامعة الإسكندرية عام 1954م حيث عكف على التدريس والتأليف وأصدر أهم كتبه: «نشأة الفكر الفلسفي في الإسلام» الذي حصل على جائزة الدولة التشجيعية عام 1962م، وقد صدرت منه (8) طبعات آخرها في سبتمبر 1980م.
9. انتدب أستاذًا بكليـة الآداب والعلوم بجامعة العراق في الفترة من (1955م) إلى (1959م)، ويعد معظم أساتذة الفلسفة الحاليين بجامعات العراق من تلاميذه، وظلوا على علاقة وطيدة به حتى وفاته. عاد إلى جامعة الإسكندرية عام 1959م حيث أشرف على عدد كبير من الرسائل.
10. أعير للتدريس بجامعة أم درمان الإسلامية بالسودان في العام الجامعي (1966 — 1967م) ثم عاد بعدها إلى مقر عمله الرئيسي بكلية الآداب جامعة الإسكندرية حتى عام 1971م.
11. قضى في أستراليا الفترة بين عامي (1971م، 1973م) مستشارًا ثقافيًّا.
12. عُيِّن أستاذًا للفلسفة الإسلامية بكلية الآداب جامعة محمد الخامس بالمغرب عام 1973م وظل يعمل بها حتى وفاته.

## جوائزه
1. حصل على وسام العلوم والفنون من الطبقة الأولى عام 1964م.
2. نال كتابه نشأة الفكر الفلسفي في الإسلام عناية من الدارسين وكرّمته الدولة المصرية إذ نال جائزة الدولة التشجيعية عام 1965 اعترافًا بجهوده في تأصيل الدرس الفسلفي، وفي هذه الجائزة كما يقول الأستاذ محمد مصطفى حلمي تعبير صادق عما للكتاب من مكانة بين البحوث العلمية.[3]

## مؤلفاته
- صدرت أول مؤلفاته عام 1935م كتاب «الألحان الصامتة» وهو مجموعة قصصية، وقد نفدت في خلال عام، وكان قد طبع منها 1000 نسخة.
- نشأة الفكر الفلسفي في الإسلام.
- مناهج البحث عند مفكري الإسلام واكتشاف المنهج العلمي في العالم الإسلامي.
- شهداء الإسلام في عهد النبوة.
- نشأة الدين (النظريات التطورية والمؤلهة).

كتب قام بتحقيقها:
- الشهب اللامعة في السياسة النافعة، لأبي القاسم بن رضوان المالقي.
- بدائع السلك في طبائع المُلك، لأبي عبد الله بن الأزرق.
- كتاب السياسة أو الإشارة في تدبير الإمارة، لعبد الله بن عبد الرحمن بافضل الحضرمي.
- صون المنطق والكلام عن فني المنطق والكلام، لجلال الدين السيوطي.
- عقائد السلف للأئمة أحمد بن حنبل والبخاري وابن قتيبة وعثمان الدارمي.
- ديوان أبي الحسن الششتري.

## من أقواله
يقول الدكتور النشار في تقديمه لكتابه «نشأة الفكر الفلسفي في الإسلام» (الجزء الأول) «إننى كمفكر أشعري يرى أن عمله الأساسي في الحياة هو المحافظة على كيان المذهب الأشعري مذهب الجمهور العظيم من المسلمين، وأُنكر القول بأن المذهب الرشدي أقرب عقلا إلى روح الإسلام من مذهب الأشاعرة. إنني أرى أن الأشعرية هى آخر ما وصل إليه العقل الإسلامي الناطق باسم القرآن والسنة، وأن على المسلمين الأخذ بهذا المذهب كاملاً.»

## وفاته
توفي في الرباط في 21 شوال 1400هـ الموافق أول سبتمبر 1980م، وقد لقي تقديرًا من الأوساط العلمية والرسمية بالمغرب، ونوهت الصحف والمجلات المغربية بمكانته عقب وفاته.